# Landwasserviaduct
Het Landwasserviaduct (Duits: Landwasserviadukt) is een spoorviaduct in het Zwitserse kanton Graubünden.
Over het viaduct loopt een enkele spoorlijn over de Landwasser. Aan het uiteinde gaat het spoor direct over in de 216 meter lange Landwassertunnel.

## Ligging
Het viaduct ligt op de route van Filisur naar Chur die wordt bereden door de Rhätische Bahn en onderdeel vormt van de Albulaspoorlijn.
Het viaduct loopt over de Landwasser waardoor het precies op de grens ligt tussen de gemeenten Filisur en Schmitten.
Op het punt waar de autoweg tussen Alvaneu en Filisur de Landwasser overbrugt begint een voetpad.
Door middel van dit voetpad zijn zowel het uitzichtpunt als de fundamenten te bereiken.

## Bouwwerk
Het viaduct is 65 meter hoog en 136 meter lang.
Het geheel steunt op vijf pijlers, welke opgebouwd zijn uit donker kalksteen.
De bogen hebben een breedte van 20 meter.
Bijzonder is dat het bouwwerk een bocht maakt van 45 graden, over een boogstraal van 100 meter.

## Geschiedenis
In 1898 begon de aanleg van de Albulaspoorlijn. Hiervoor dienden 55 bruggen en 39 tunnels te worden gebouwd.
De overbrugging van de rivier de Landwasser was een extra moeilijke uitdaging.
In maart 1901 begon de firma Müller & Zeerleder met de bouw van het viaduct.
Hiervoor moest eerst een smalspoorbaan voor het bouwverkeer worden aangelegd.
Anderhalf jaar later, in oktober 1902 reed de eerste trein er al overheen.
Op 1 juli 1903 werd de spoorlijn in gebruik genomen.

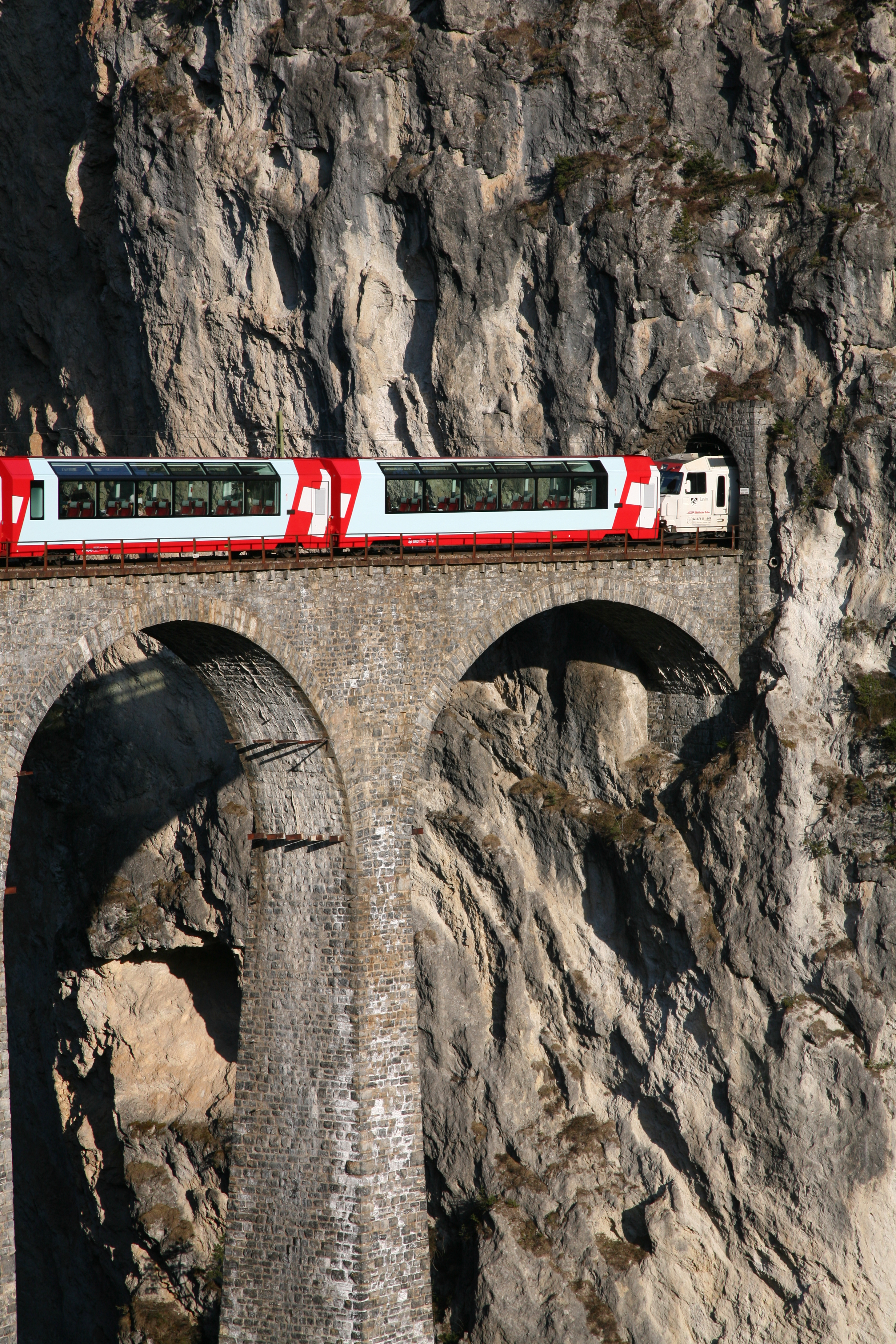
De panoramawagen van de Glacier Express bij de ingang van de Landwassertunnel.
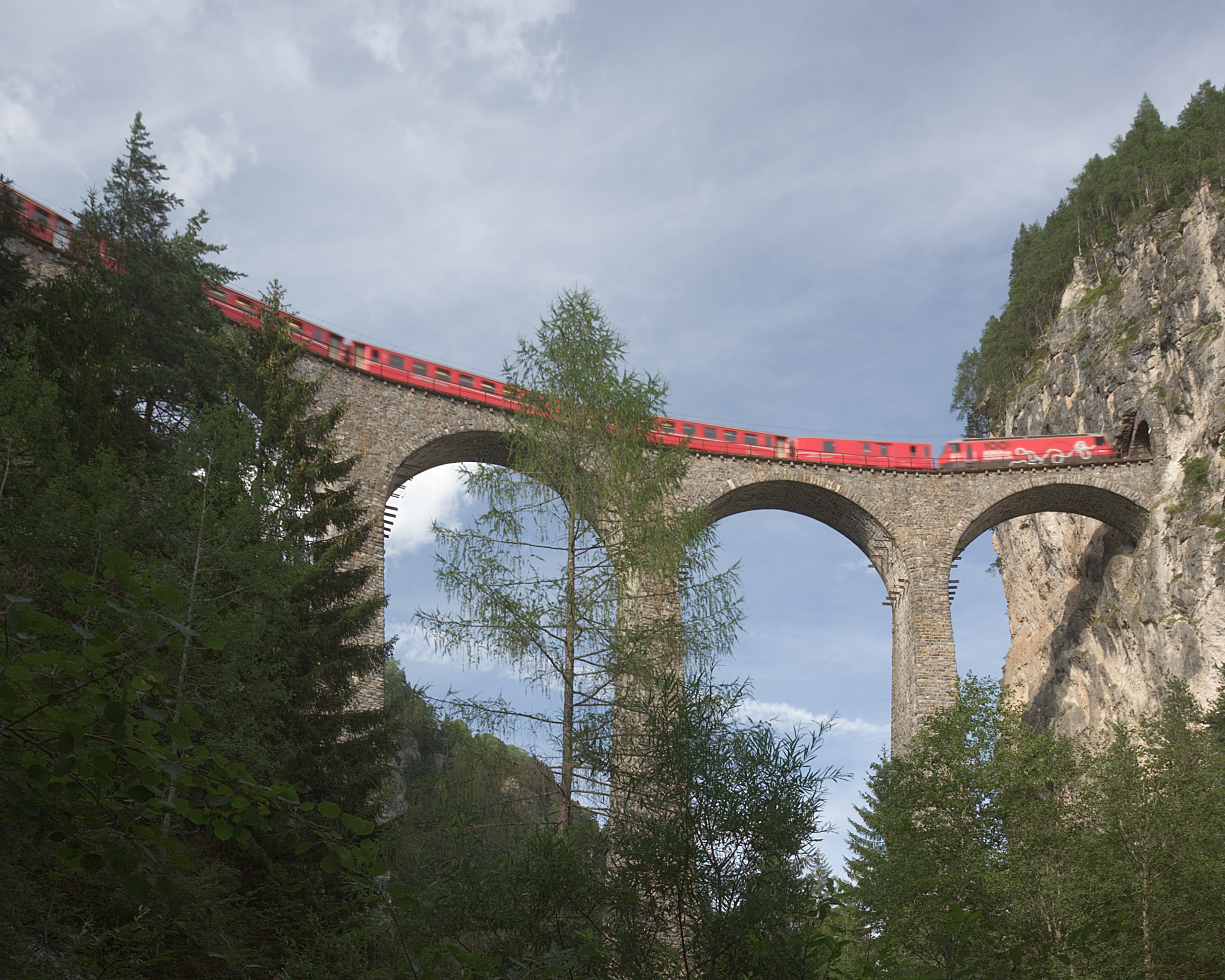
Het viaduct vanaf de rivier.